# ちきゅう遊び
『ちきゅう遊び』（ちきゅうあそび）は、2008年5月4日から同年12月28日まで日本BS放送 (BS11) で放送されていた紀行番組である。全29回。
アウトドアの空気感を伝えることをコンセプトにした番組で、毎回さまざまな人物がアウトドアを体験する模様を放送していた。

## 放送時間
いずれも日本標準時。

### 本放送
- 日曜 18:00 - 18:50 （2008年5月4日 - 2008年12月28日）

### 再放送
- 土曜 15:40 - 16:30 （2008年5月10日 - 2008年6月28日）
- 土曜 09:00 - 09:50 （2008年7月5日 - 2009年1月3日）